# Abraham Kattumana
Abraham Kattumana (ur. 21 stycznia 1944, zm. 4 kwietnia 1995) – indyjski arcybiskup syromalabarskiego Kościoła katolickiego, nuncjusz apostolski.

## Życiorys
Wyświęcony na prezbitera 3 maja 1969 w Rzymie przez kardynała Josepha Parecattila. Studiował w seminarium Archieparchii Ernakulam-Angamaly oraz na Papieskim Uniwersytecie Urbaniana, gdzie uzyskał stopień doktora w prawie kanonicznym. Od 1973 jako dyplomata Watykanu pracował przy misjach dyplomatycznych Stolicy Apostolskiej w Indonezji, Urugwaju, Iraku, Nowej Zelandii i Wielkiej Brytanii. 
8 maja 1991 został mianowany nuncjuszem apostolskim w Ghanie, Beninie i Togo oraz arcybiskupem tytlarnym Cebarades. Sakrę przyjął 3 sierpnia 1991 z rąk kardynała Antonego Padiyary. 
16 grudnia 1992 został papieskim delegatem dla syromalabarskiego Kościoła katolickiego.
Zmarł na zawał serca 4 kwietnia 1995 podczas podróży do Rzymu.